# 王海涛 (轮椅冰壶运动员)
王海涛（1989年11月2日—），黑龙江依安人，中国男子轮椅冰壶运动员。2018年冬季残疾人奥林匹克运动会和2022年冬季残疾人奥林匹克运动会轮椅冰壶金牌得主，2019年、2021年、2023年和2025年世界轮椅冰壶锦标赛冠军。目前担任中国轮椅冰壶队四垒兼队长。

## 个人经历
王海涛因脊髓炎导致身体残疾，2008年开始接触轮椅冰壶运动并加入黑龙江省轮椅冰壶队。
2012年在韩国春川2012年世界轮椅冰壶锦标赛上获得铜牌。
2013年获得俄罗斯索契世界轮椅冰壶锦标赛铜牌，并在索契2014年冬季残疾人奥林匹克运动会上获得第四名。
在2015年芬兰洛赫亚世界轮椅冰壶锦标赛上获得银牌。
2018年3月17日，在韩国平昌举办的冬季残疾人奥林匹克运动会上与队友王蒙、刘微、陈建新获得轮椅冰壶金牌，这是中国代表团在冬季残疾人奥林匹克运动会上获得的首枚金牌。并担任平昌冬残奥会闭幕式中国代表团旗手。
2019年3月10日，在年苏格兰斯特灵举行的世界轮椅冰壶锦标赛决赛中，与队友闫卓、徐新臣、张明亮、张强一起获得2019年世界轮椅冰壶锦标赛冠军，这是中国轮椅冰壶队首次获得世锦赛冠军。
2021年10月30日，在北京举办的2021年世界轮椅冰壶锦标赛（「相约北京」冬残奥会测试赛）上，王海涛与队友闫卓、孙玉龙、陈建新、张明亮一起获得冠军。
2022年3月12日，在北京举办的2022年冬季残疾人奥林匹克运动会轮椅冰壶比赛上，王海涛与队友闫卓、孙玉龙、陈建新、张明亮一起获得金牌。
2023年3月12日，在加拿大里士满举办的2023年世界轮椅冰壶锦标赛上，王海涛作为四垒与队友张帅雨、杨金桥、李娜娜、张明亮战胜东道主加拿大队，获得世锦赛三连冠。
2025年3月9日，在苏格兰格拉斯哥举行的2025年世界轮椅冰壶锦标赛上王海涛作为队长兼四垒与队友李娜娜、张明亮、陈建新和张强第4次获得世锦赛冠军。

## 资料来源
1. ↑  . www.sohu.com.   [2022-02-21] （英语）.[]
2. ↑  . society.people.com.cn.   [2022-02-21]. （原始内容存档于2022-03-18）.
3. ↑  . new.qq.com.   [2022-02-21]. （原始内容存档于2022-03-18）.
4. ↑  . www.hljnews.cn.   [2022-02-21]. （原始内容存档于2022-02-21）.
5. ↑  . sports.sina.com.cn.   [2022-02-21]. （原始内容存档于2022-02-21）.
6. ↑  . www.chinanews.com.cn.   [2022-02-21]. （原始内容存档于2022-02-21）.
7. ↑  . m.xinhuanet.com.   [2022-02-21]. （原始内容存档于2022-02-21）.
8. ↑  . www.chinadp.net.cn.   [2022-02-21]. （原始内容存档于2022-02-21）.
9. ↑  . m.news.cctv.com.   [2022-02-21]. （原始内容存档于2022-02-21）.
10. ↑  . www.chinanews.com.cn.   [2022-02-21]. （原始内容存档于2022-02-21）.
11. ↑  . www.chinanews.com.cn.   [2023-03-13]. （原始内容存档于2023-03-13）.
12. ↑  . ent.people.com.cn.   [2023-03-13]. （原始内容存档于2023-05-31）.
13. ↑  . www.news.cn.   [2025-03-11].